# 하이메 라스카노
하이메 라스카노 에스콜라(스페인어: Jaime Lazcano Escolá; 1909년 12월 30일, 나바라 주 팜플로나 ~ 1983년 6월 1일, 마드리드 주 마드리드)는 스페인의 축구 선수로, 현역 시절 미드필더로 활약했다. 그는 1920년대에서 1930년대까지 레알 마드리드, 아틀레티코 마드리드, 그리고 스페인 국가대표팀에서 활약했다. 1929년 2월 10일, 그는 레알 마드리드의 라 리가 1호골을 득점하기도 하였다.

## 수상
레알 마드리드
- 라 리가: 1931-32, 1932-33
- 코파 델 레이: 1934